# Conselho Nacional de Mónaco
O Conselho Nacional de Mónaco (Conseil National de Monaco) é a sede do poder legislativo do Principado de Mónaco, contém 24 membros eleitos por sufrágio universal para mandatos de 5 anos, através da representação proporcional em lista fechada, o parlamento pode ser dissolvido pelo Príncipe de Mónaco a qualquer hora.

## Composição partidária
| Partido | Partido          | Ideologia       | Espectro       | Deputados | Status   |
| ------- | ---------------- | --------------- | -------------- | --------- | -------- |
|         | Priorité Monaco  | Liberalismo     | Centro-direita | 21 / 24   | Governo  |
|         | Horizonte Mónaco | Conservadorismo | Direita        | 2 / 24    | Oposição |
|         | União Monegasca  | Centrismo       | Centro         | 1 / 24    | Oposição |